# Star Wars: X-Wing vs. TIE Fighter
Star Wars: X-Wing vs. TIE Fighter ist eine Weltraumkampfsimulation, die 1997 von LucasArts veröffentlicht wurde. Das Spiel ist der Nachfolger von Star Wars: X-Wing von 1993 und Star Wars: TIE Fighter von 1994. Fokus der Entwicklung war der Mehrspielermodus.

## Technik
Die Texturauflösung wurde erhöht, Lichteffekte eingebaut und Farbumgebung auf bis zu High Color erweitert. Designziel war die für die Serie typischen komplexen Raumschlachten mit mehreren Akteuren im Internet zu ermöglichen. Aus Kostengründen wurde auf ein P2P-Netzwerk gesetzt, wobei der Spieler mit der höchsten Bandbreite als Host fungiert und so auch Anwender mit niedriger Bandbreite Partien mit bis zu 8 Spielern beitreten können. Da die Engine aus den Vorgängerspielen bereits eine Replayfunktion besaß, wurde darauf aufgebaut, um die auszutauschende Datenmenge mit dem Host zu reduzieren. Ein Prototyp des Mehrspielermodus war so schnell erstellt. Das Team hatte jedoch massiv mit kleinen Inkonsistenzen im Quelltext wie z. B. nicht korrekt initialisierten Variablen zu kämpfen, die zu nicht reproduzierbarem Verhalten führten und so die simulierten Spiele divergieren ließen. Durch konsequentes Bugfixing und eine Funktion zur Resynchronisation ließ sich das Problem beherrschen. Die in der Praxis auftretende sehr hohe Latenz wurde mithilfe der Koppelnavigation angegangen. Hierfür wurden die möglichen Eingaben des Spielers vorberechnet. Nachteilig war, dass das gesamte Spiel auf die Bildwiederholrate des Spielers mit dem schwächsten Rechner reduziert werden musste. Der Paketverlust wurde dadurch ausgeglichen, dass jedes Paket eine Kopie des vorherigen enthält. Gehen zwei Pakete hintereinander verloren, wird versucht diese erneut zu senden. Um fehlende Positionsangaben der Spieler zu kaschieren, wurden Glättungen eingebaut.

## Rezeption
PC Player honoriert den Aufwand für den Mehrspielermodus. Das Fehlen einer Rahmenhandlung oder Missionen abseits des Weltraums wird jedoch kritisiert. PowerPlay wertete für die fehlenden Solokampagnen stark ab. Die vereinfachten Missionen im Koop-Modus können dies nicht kompensieren. Die Star Wars Lizenz wurde für einen ausbalancierten Mehrspielermodus eher als Hindernis angesehen, da die beiden Fraktionen von Grund auf asymmetrisch sind. In der Praxis erwiesen sich die Maßnahmen zur Beherrschung der Eingabeverzögerung als unzureichend. Zudem waren zu der Zeit Volumentarife bei Internetprovidern üblich, sodass selbst kurze Partien schnell kostspielig werden konnten.